# Щербаченко, Фёдор Анатольевич
Фёдор Анато́льевич Щербаче́нко (род. 13 августа 1962, Краснодар, СССР) — советский футболист, нападающий, российский тренер и футбольный функционер.

## Биография
В 1979 принят в состав краснодарской «Кубани», но за команду ни одной игры не провёл.
В 1981 играл за «Цемент» во 2-й лиге, провёл 19 матчей, забил 2 мяча. В 1982 вернулся в дубль «Кубани», однако в основной состав так и не прошёл. Всего за три года в «Кубани» провёл 11 игр за дубль.
Позже играл в чемпионате Краснодарского края. Окончил Краснодарский институт физкультуры.
В 1990-е годы играл за команды Польши и Германии.
С 1996 по 1998 год в качестве судьи обслуживал матчи первой, второй и третьей лиг ПФЛ России и Кубка России по футболу.
С 1999 года был начальником ФК «Кубань», затем главным тренером и генеральным директором этого клуба. С 2003 работал в качестве тренера-аналитика в команде «Томь», с 2004 — и в ФК «Москва».
В 2006 году возглавил «Краснодар-2000», в 2007 — тренировал «дубль» краснодарской «Кубани».
Со второй половины 2007 года работал в клубе «Балтика». В 2008 возглавлял клуб «Губкин».
С конца 2008 года возглавлял саранскую «Мордовию». 12 декабря 2009 года появилась информация, что Щербаченко может вернуться в «Кубань» в качестве главного тренера, однако уже 15 декабря его возвращение оценивалось как маловероятное. 12 декабря 2010 года в Москве окончил 240-часовое обучение в ВШТ на тренерских курсах и получил лицензию Pro.
В 2009 году под его руководством команда выиграла первенство зоны «Урал-Поволжье» второго дивизиона и Кубок ПФЛ.
В сезоне 2011/12 возглавляемый им ФК «Мордовия» стал победителем чемпионата Футбольной национальной лиги и вышел в российскую футбольную Премьер-лигу (впервые в своей истории). По окончании сезона Щербаченко продлил контракт ещё на один сезон. Однако команда прочно обосновалась на последнем месте, и контракт со специалистом был расторгнут, 19 ноября 2012 года Щербаченко покинул «Мордовию».
10 декабря 2012 года в прессе прозвучала информация, что Фёдор Щербаченко может возглавить один из ведущих клубов Латвии.
3 октября 2013 назначен главным тренером волгоградского «Ротора». По окончании сезона покинул клуб ввиду прекращения финансирования команды.
4 марта 2015 года возглавил армянский «Улисс», однако уже 17 апреля покинул команду.
С мая 2016 года возглавлял команду московского аэропорта Домодедово, с которой в июне 2016 года стал победителем турнира European Airports Football Championship в Вене — официального чемпионата Европы среди команд аэропортов.
В 2018 году (с апреля[уточнить]) — тренер-консультант ФК «Чайка» с. Песчанокопское.
В 2021 году, с января по сентябрь — главный тренер ФК «Минск».
С июня по октябрь 2022 года — спортивный директор ФК «Ротор» (Волгоград).
6 сентября 2024 года стал старшим тренером в тренерском штабе Сергея Ташуева в «Ахмате». 28 мая 2025 года, после ухода Ташуева, стал исполняющим обязанности главного тренера клуба. 1 июня 2025 года покинул «Ахмат» после сохранения прописки в РПЛ. 3 июля 2025 года вошёл в тренерский штаб Мирослава Ромащенко в «Урале». Однако 5 августа 2025 года покинул клуб.

## Достижения

### Тренерская карьера
- Лучший тренер зоны «Центр»: 2008
- Лучший тренер зоны «Урал-Поволжье»: 2009
- Лучший тренер ФНЛ: 2011/12
- Победитель зоны «Урал-Поволжье»: 2009
- Победитель Кубка ПФЛ: 2009
- Победитель ФНЛ: 2011/12
- Участник 1/4 финала Кубка России: 2009/10, 2013/14
- Лауреат ордена Славы III степени Республики Мордовия
- Награждён медалью «За заслуги. В ознаменование 1000-летия единения мордовского народа с народами Российского государства»
- Чемпион Европы среди команд аэропортов 2016 года в качестве тренера команды московского аэропорта Домодедово

## Семья
Женат, два сына и дочка.